# Vicente Boluda
Vicente Boluda Fos (Valencia, España; 31 de marzo de 1955) es un empresario, abogado y armador español y expresidente interino del Real Madrid. Es el actual presidente de la Asociación Valenciana de Empresarios.

## Biografía
Presidente ejecutivo, accionista mayoritario de Boluda Corporación Marítima S.A., es doctor en Derecho por la Universidad Complutense de Madrid y graduado en Ciencias Jurídicas, con varios máster en Derecho marítimo. Ha llegado a contar con la mayor flota controlada por un solo empresario en toda Europa, siendo la primera del mundo en remolcadores y la tercera del continente en salvamento marítimo con una facturación anual cercana a los 450 millones de euros. 
Es miembro de diferentes academias y asociaciones (Real Academia de Jurisprudencia y Legislación, Propeller Club de Valencia), y ocupa el cargo de presidente de la Asociación de Navieros Españoles (ANAVE), presidente de la Asociación Nacional de Remolcadores de España, presidente de la Asociación Valenciana de Empresarios (AVE), presidente de la Fundación Valenciana de Estudios Avanzados, vicepresidente de la Fundación Premios Rey Jaime I y presidente de la Asociación Naviera Valenciana, entre otros.
Boluda ocupa el cargo de consejero en el Puerto Autónomo de Valencia. Es patrono de la Fundación Puerto de Las Palmas, consejero director de Britannia P&I Londres, Miembro de la Academia Española de Jurisprudencia y Legislación, Patrono de la Fundación "Mujeres por África" y Académico de Número de la Real Academia de la Mar.
En su trayectoria profesional ha sido además asesor jurídico del ministerio de Defensa y agente especialista en seguros marítimos. También fue presidente de Aguas de Valencia (AVSA) desde 1998 hasta julio de 2007 substituyéndole en el cargo Eugenio Calabuig Gimeno y presidente del Real Madrid CF.

## Real Madrid
Socio desde 1998, llegó a la presidencia el 16 de enero de 2009, tras la dimisión del anterior presidente, Ramón Calderón. El 1 de junio de 2009 dejó su cargo en manos de Florentino Pérez. Durante su breve presidencia, el eterno rival F.C. Barcelona ganó la liga, marcó un histórico 2-6 en el Bernabéu y el equipo fue eliminado en octavos de Champions por el Liverpool Football Club con un global de 5-0. Unas declaraciones previas de Boluda sobre un hipotético "chorreo" del Madrid contra el Liverpool quedaron para la historia. El equipo ya había sido eliminado en primera ronda de la copa del rey por el Real Unión de Irún. La temporada acababa "en blanco", sin conseguir ninguno de los trofeos principales.